# Aegolius
Aegolius Kaup, 1829 è un genere di uccelli rapaci notturni della famiglia degli Strigidi.

## Tassonomia
Il genere comprende le seguenti specie:
- Aegolius funereus (Linnaeus, 1758) - civetta capogrosso
- Aegolius acadicus (Gmelin, JF, 1788) - civetta acadica
- Aegolius ridgwayi (Alfaro, 1905) - civetta di Ridgway
- Aegolius harrisii (Cassin, 1849) - civetta di Harris
- Aegolius gradyi Olson, 2012 - civetta delle Bermude †

## Distribuzione e habitat
Ad eccezione della civetta capogrosso, che ha un ampio areale circumpolare che si estende dal Nord America all'Eurasia, le altre tre specie attualmente esistenti sono presenti esclusivamente nel Nuovo Mondo. Aegolius gradyi, estintasi agli inizi del XVII secolo, era endemica delle Bermude.